# Жан Фернандес
Жан Фернандес (фр. Jean Fernandez, нар.8 жовтня 1954, Мостаганем) — французький футболіст, після завершення ігрової кар'єри — футбольний тренер.

## Клубна кар'єра
Жан Фернандес народився 8 жовтня 1954 року, у місті Мостаганем, Французький Алжир.
Найбільш відомий як гравець виступами за «Олімпік» (Марсель), разом з яким 1976 року став володарем кубка Франці.

## Збірна
У 1976 році, грав за Францію на Літніх Олімпійських іграх, разом з якою дійшов до чвертьфіналу.
За жодну національну збірну не грав.

## Тренерська кар'єра
Працював тренером з рядом клубів, найбільш відомими з яких є «Мец» і «Олімпік».
Протягом 2006—2011 років був тренером «Осеру», тренуючи який в 2010 році отримав звання тренера року у Франції, після того як «Осер» здобув право участі у груповому раунді Лізі чемпіонів УЄФА сезону 2010—11.
З 2011 року є футбольним тренером для клубу «Нансі».

## Досягнення
Тренер
- Володар Кубка зірок Катару (1):

«Аль-Гарафа»: 2017/18